# Hylomantis
Hylomantis es un género de anfibios anuros de la familia Phyllomedusidae. Este género solo tenía dos especies hasta la reestructuración del género realizada en 2005.

## Especies
| Nombre binomial        | Autor                                                       |
| ---------------------- | ----------------------------------------------------------- |
| Hylomantis aspera      | Peters, 1873                                                |
| Hylomantis buckleyi    | (Boulenger, 1882)                                           |
| Hylomantis danieli     | (Ruiz-Carranza, Hernández-Camacho, & Rueda-Almonacid, 1988) |
| Hylomantis granulosa   | (Cruz, 1989)                                                |
| Hylomantis hulli       | (Duellman and Medelson, 1995)                               |
| Hylomantis lemur       | (Boulenger, 1882)                                           |
| Hylomantis medinai     | (Funkhouser, 1962)                                          |
| Hylomantis psilopygion | (Cannatella, 1980)                                          |